# FN:s utvecklingsfond för kvinnor
Förenta nationernas utvecklingsfond för kvinnor, som förkortas Unifem (av det engelska namnet United Nations Development Fund for Women eller franska Fonds de développement des Nations Unies pour la femme), var ett organ som inrättades 1976 inom Förenta nationerna (FN). FN:s kvinnofond, som den ofta kallades, hade huvudkontor i New York och stödde internationellt, med ledning av FN:s kvinnokonvention, innovativa program och strategier för att stödja kvinnor och jämställdhet mellan könen.
I januari 2011 slogs UNIFEM ihop med tre andra FN-organisationer till Förenta nationernas enhet för jämställdhet och stärkandet av kvinnors rättigheter (UN Women).